# Illustrationes et Observationes Botanicae
Illustrationes et Observationes Botanicae (abreviado Ill. Observ. Bot.) es un libro con ilustraciones y descripciones botánico e ictiólogo francés Antoine Gouan. Fue publicado en el año 1773 con el nombre de Illustrationes et Observationes Botanicae, ad specierum historiam facientes.